# Kosovos president
Kosovos president (albanska: Kryetari i Kosovës, serbiska: председник Косова) är Kosovos statsöverhuvud. Den första presidenten efter kriget, som tjänstgjorde till sin död i januari 2006, var Ibrahim Rugova (LDK). Hans efterträdare 2006 var den 53-årige Fatmir Sejdiu (LDK). Dr. Fatmir Sejdiu blev omvald år 2008 och blev då vald till och med år 2013.  Han avgick dock den 27 september 2010. Parlamentets talman Jakup Krasniqi (PDK) tog därför tillfälligt över presidentposten tills en ny president kunde utses. Den 22 februari 2011 valdes Kosovos nya president, Behgjet Pacolli  som tillhör det politiska partiet AKR. Den 30 mars 2011 avgick han. Den 7 april 2011 valdes en polischef till Kosovos president, Atifete Jahjaga. Hon blev Kosovos första kvinnliga president och satt på posten i fem år innan Hashim Thaçi efterträdde henne som president. Den 5 november 2020 avgick Thaçi och efterträddes av Vjosa Osmani som tillfällig president. Den 4 april 2021 efter att den nya regeringen valts in valdes  Vjosa Osmani som Kosovos president.